# Brassus (Fluss)
Der Brassus ist ein kleiner Bach im Schweizer Kanton Waadt und im Jura-Gebirge. Er ist ein gut einen Kilometer langer, südlicher und orographisch rechter Zufluss der Orbe.

## Geographie

### Verlauf

Source du Brassus

Der Brassus entspringt auf etwa 1103 m ü. M. einer Karstquelle, in einem kleinen Seitental des Vallée de Joux, südlich des zu Le Chenit gehörenden Ortsteils Le Brassus. Die Quelle wurde für die Trinkwasserversorgung in Beton gefasst.
Der Brassus nimmt kurz nach seinem Ursprung einen kleinen Bach von links auf, verläuft nach Nordwesten, erreicht den Ort Le Brassus und mündet dort schliesslich auf einer Höhe von 1015 m von rechts in die Orbe.

### Einzugsgebiet
Der Brassus entwässert über Orbe, Zihl, Zihlkanal,  Aare und Rhein in die Nordsee.